# میسری
میسری (به لاتین: Meysəri) یک منطقه مسکونی در جمهوری آذربایجان است که در شهرستان شماخی واقع شده است. میسری ۶۲۴ نفر جمعیت دارد. پیش‌تر تمام ساکنان آن ارمنی بودند.

## کلیسا
در میسری ۲ کلیسای حواری ارمنی به‌نام‌های سورب نشان و سورب آستواتساتوین وجود داشت که سورب آستواتساتوین در سال ۱۹۷۲ منفجر شد.  